# Crooked Island
Crooked Island – wyspa w archipelagu Wysp Bahama.
Ludność wyspy zajmuje się rybołówstwem oraz uprawą aloesu.
Na wyspie rozwinęła się turystyka.